# 土曜ロータリー
『土曜ロータリー』（どようロータリー）とは、1972年4月から2021年3月27日まで日本テレビで毎週土曜日に放送された単発特別番組枠。

## 概要
- バラエティ番組・情報番組・報道番組・スポーツ番組を中心に、週替わりの企画が放送される。
- 基本的には撮り下ろしの番組が放送されるが、バラエティ番組やドラマの再放送や事前番組が放送される場合もあり、特に1980年代後半から1990年代前半にかけては、『笑点』と『知ってるつもり?!』の再放送が多く行われていた。2014年1月に平日夕方の『ドラばらっ!』が廃枠になり、平日ノンプライム帯にドラマ再放送枠が無くなったため、以降は当番組枠で不定期にドラマ再放送が行われることになった。
- また土曜9:00に編成された時期では、不定期に『私の音楽会』という番組が編成されていた。
- 更に1976年から1983年までは、夏休みに『夏休みまんが劇場』（→『夏休み! まんが宝箱』）と銘打って、アニメの再放送が行われていた。そのアニメは、初期はテレビアニメだったが、1980年からは枠を拡大して、東映系劇場用アニメ映画をはじめ、毎年8月に放送される『24時間テレビ 「愛は地球を救う」』内で放送される手塚治虫アニメの宣伝を兼ねた、同アニメ作品が放送されていた。
- 原則として関東ローカル放送だが、時折日本テレビ系列局が制作する番組を全国放送する場合がある[1]。それらもあって、この時間帯の放送枠名を日本テレビと同一にしている局もある。
- ただし箱根駅伝予選会等のスポーツ中継[2]や『ぶらり途中下車の旅』のスペシャル、報道特別番組等が放送される週は休止になる。
- 2021年春の改編で大型情報番組『ゼロイチ』を設置するため、放送半世紀を目前とした49年間の幕を下ろした。なお最終回は『ゼロイチ』予告番組『ゼロイチ 初回直前!生放送SP』だった。

## 放送時間
| 放送期間 | 放送期間  | 放送時間（JST）            |
| -------- | --------- | -------------------------- |
| 1972.4   | 1973.3    | 土曜 9:30 - 10:25（55分）  |
| 1973.4   | 1984.3.31 | 土曜 9:00 - 9:55（55分）   |
| 1984.4.7 | 1990.3.31 | 土曜 8:30 - 9:25（55分）   |
| 1990.4.7 | 2021.3.27 | 土曜 10:30 - 11:25（55分） |

## 放送されていた企画
- メディア・マガジン
- Going!特別版
- NEWS ZERO特別版
- スッキリ!!特別版
- 坂上忍の勝たせてあげたいTV
- アニードキュメンタリー
- CMアカデミー
- なかそね荘
- ディズニー・ライブ特集
- ディズニー・オン・アイス特集
- JFA 全日本U-12サッカー選手権大会決勝戦中継
- ママモコモてれび特別企画
- リアル×ワールド
- キズナワーク（福島中央テレビ制作）
- 石ちゃん&美女軍団グルメ旅
- THEニッポン観光!（静岡第一テレビ制作、2017年 - [3]）
- 私の音楽会

### ドラマ再放送
- おきあがりこぼし
- オドロキ桃の木騒動記
- ほか

### バラエティ再放送
- 笑点
- 知ってるつもり?!
- ほか

### テレビアニメ
- ダメおやじ（東京12チャンネル）
- ジャングル黒べえ（毎日放送）
- ハゼドン（フジテレビ）
- ルパン三世（第1作・読売テレビ）
- 元祖天才バカボン
- はじめ人間ギャートルズ（朝日放送）
- ほか

### 海外アニメ
- 「バックス・バニー」シリーズ
- ほか

### 東映系劇場用アニメ映画
- わんわん忠臣蔵
- 魔犬ライナー0011変身せよ!
- 白蛇伝
- ガリバーの宇宙旅行
- パンダの大冒険
- ほか

### 『24時間テレビ』アニメ
- 100万年地球の旅 バンダーブック
- 海底超特急マリンエクスプレス
- フウムーン
- ほか

### スポーツ
- 全日本プロレス・フレッシュファイト（主に若手選手の試合を放送）
- 競輪学校物語

### その他
- 「テレビ65年 スポーツのチカラ」 - 2018年9月22日にテレビ放送開始65年を記念した特別番組。この番組では、日テレとNHKの同時放送を実施した。
- ゼロイチ 初回直前!生放送SP - 最終回となる2021年3月27日に放送。